# Neuensalz
Neuensalz è un comune tedesco appartenente al distretto di Chemnitz, in Sassonia (circondario del Vogtland). Piccola cittadina, si trova a poca distanza dal confine ceco, nel territorio comunemente denominato Vogtland Sassone.